# Akita inu
Akita inu ali japonska akita (»Inu« v japonščini pomeni pes) je pasma psa velike rasti, ki izvira iz Japonske. Je ena izmed najstarejših avtohtonih japonskih pasem psov. Uvrščamo jo v 5. FCI skupino: špici in pratipski psi in 5. sekcijo: azijski špici in sorodne pasme. Akita inu je močan, dominanten pes, ki je nezaupljiv do tujcev in zaščitniški do svojega lastnika. Pasma je poznana predvsem zaradi resnične zgodbe o Hachiku, zvestemu psu, ki je živel na Japonskem pred drugo svetovno vojno. Po njem so posneli tudi film.

## Zgodovina

### Izvor
Današnja akita inu se je razvila s križanjem psov, ki so živeli na prefekturi Akita, na otoku Honšu. Od tod tudi izvira ime. Na pasmo je vplivalo tudi križanje z večjimi azijskimi in evropskimi pasmami, kot so nemška doga, bernardinec in angleški mastif. Na ta način so želeli ustvariti novo pasmo borbenega psa, ker so pasje borbe v zgodnjem 20. stoletju v Odatu, kraju na otoku Honšu, postale moderne. Med drugo svetovno vojno so akito inu križali tudi z nemškim ovčarjem, ker so jo želeli zaščititi pred vladno uredbo, ki je določala, da je treba vse nevojaške pse usmrtiti.

### Zgodba o Hachiku
Po svetu je ta pasma znana predvsem zaradi psa Haichika. Njegov lastnik je bil profesor Hidesaburō Ueno iz Tokia. Živel je blizu železniške postaje Šibuja, iz katere se je vsak dan z vlakom vozil v službo. Hachiko je svojega gospodarja vsak dan pospremil v in iz službe. 25. maja leta 1925 ga je tako kot vsak dan čakal, vendar profesor ni prišel, ker je umrl zaradi možganske krvavitve. Kljub temu da se njegov gospodar ni nikoli vrnil, ga je na postaji čakal še nadaljnjih 9 let. Njegova zgodba je postala svetovno znana leta 1934, ko so mu na postaji postali bronasti spomenik. Med drugo svetovno vojno so kip reciklirali, vendar so po vojni postavili novega. Od leta 1936 naprej imajo vsakega 8. aprila na postaji Šibuja obred v Hachikovo čast. Hachiko je postal državni simbol zvestobe.

## Izgled

### Opis
Akita inu je velik pes, ki je najbolj znan po svoji medvedji glavi. Ima špičasta, trikotna ušesa in majhne, temne oči. Ima debel dvojni kožuh in zavit rep, ki je značilen za špice. Samica meri od 58 do 64 cm, samec pa od 67 do 70 cm. Samica je težka do 32 kg, samec pa do 40 kg. V povprečju živijo od 12 do 14 let. Lahko so rdeče, oker, bele ali sivo bele barve. Vsak pes mora imeti belo barvo ob smrčku, na licih, spodnjem delu gobca, pod vratom, po prsih in trebuhu, po zunanji strani repa ter po notranji strani vseh okončin. Ta pogoj v japonščini imenujejo 'Urajiro'.

### Dlaka in nega
Akite imajo lahko dve vrsti kožuha: standardni in dolgi kožuh. Slednjega na pasjih razstavah označujejo kot napako. Dolgi kožuh, poznan tudi kot 'Moku' je posledica prisotnosti avtosomnih recesivnih genov in se lahko pojavi le, če sta nosilca tega gena oba, tako samec kot samica. Dlaka je ravna in trda, podlanka je gosta in mehka. Nega te pasme ni zahtevna, priporoča se dnevno krtačenje. Dlaka jim izpada dva do trikrat letno, glede na podnebne spremembe lahko tudi večkrat. Akit se ne striže. Vsak mesec jim je treba ostriči kremplje, ušesa pa jim je treba očistiti enkrat na teden.

## Značaj
Akita inu je močan, velik, neodvisen in dominanten pes. So zelo zaščitniški do svojega gospodarja in okolja in nezaupljivi do tujcev. Prav tako ne marajo drugih psov in so agresivni do psov enakega spola. Zato je treba biti previden, ko so v stiku z drugimi psi; odsvetuje se obiske pasjega parka. Nasprotno pa so zelo naklonjeni otrokom in tako primerni za družinskega psa, vendar jih je treba dobro vzgojiti. Akita inu ni primeren pes za lastnika začetnika. Nekateri pravijo, da ima 'mačje' lastnosti, saj si po obroku očisti gobec, neguje druge pse v hiši in je zelo izbirčna.

## Bolezni
Akite so normalno zdravi psi, vendar pa se vseeno lahko pojavljajo nekatere avtoimunske in endokrine bolezni ter obolenja.

### Avtoimunske bolezni
- Vogt-Koyanagi-Haradov sindrom je avtoimunsko obolenje, ki vpliva na kožo in oči. Posledica so rdeče, razdražene in boleče oči, razbarvanje kože na obrazu in blazinicah ter zgodnja osivelost dlake.
- Hemolitična anemija, ki je avtoimunska krvna bolezen.
- Adenitis lojnih žlez, kožna bolezen, ki povzroča prhljaj in izgubo dlake.
- Lupus, ki povzroči, da telesni imunski sistem napade svoja tkiva in organe.

### Endokrine bolezni
- Hipoadrenokorticizem ali Addisonova bolezen, pojavi se, ko nadledvične žleze ustavijo proizvajanje zadostne količine hormonov.
- Diabetes ali sladkorna bolezen, obolenje, ki je posledica popolnega ali delnega pomanjkanja inzulina.
- Hipotiroidizem, bolezen, ki vpliva na delovanje ščitnice.

### Razna obolenja
- Sindrom razširitve in zasuka želodca.
- Mikroftalmija, razvojna anomalija, pri kateri sta zrkli nenormalno majhni.
- Glavkom, povečan očesni pritisk.
- Progresivna retinalna atrofija, očesna bolezen, ki vodi v delno ali popolno bolezen.
- Displazija kolkov, anomalija kolčnega sklepa.
- Komolčna displazija, anomalija komolčnega sklepa.
- Von Willebrandova bolezen, prirojena motnja strjevanja krvi.
- Cushingov sindrom ali hiperadrenokorticizem, prekomerno delovanje nadledvične žleze.

### Pasemska obolenja
- Občutljivost imunskega sistema na cepiva, insekticide, anestetike in pomirjevala.
- Psevdohiperkalemia, dejavniki, ki povzročajo napačne odčitke visoke ravni kalija - hiperkaliemije

## Zanimivosti
Prednike današnje akite inu so na Japonskem uporabljali za lov na medvede, divje svinje in jelenjad. Medveda so izbezali na plano in ga obkrožali, dokler ni prišel lovec in medveda ustrelil. Danes so akite inu predvsem družinski psi. Uporabljajo pa jih tudi na terapijah, pasjih razstavah in sposobnostnih tekmovanjih.